# 萬卡桑科斯省
萬卡桑科斯省（西班牙語：Provincia de Huanca Sancos），是秘魯的省份，位於該國中南部阿亞庫喬大區，首府是萬卡桑科斯，面積2,862平方公里，海拔高度3,408米，始建於1984年9月20日，2005年人口12,120，人口密度每平方公里4.2人。